# 重庆万开云板块
重庆“万开云”板块位于渝东北三峡库区腹地，是由开州区、万州区、云阳县这三个城市组成的一个一体化协同发展的板块。

## 建设条件
- 万州是渝东北区域中心城市
- “万开云”板块加快一体化协同发展有利于形成长江经济带的新节点和成渝城市群新支撑
- “万开云”板块2015年地区生产总值、常住人口分别占渝东北生态涵养发展区的49.3%和38.6%；城区建成区面积100多平方公里，城镇常住人口近190万

## 发展路径
- 万州经开区：将开县浦里工业新区、云阳水口工业新区一并纳入万州经开区范畴，形成三区分工协同的开发格局。
- 五个一体化：城乡规划一体化、基础设施一体化、产业布局一体化、生态保护一体化和基本公共服务均等化。
- 三组团、双两百：力争用十年左右时间，万州、开县、云阳三个城区组团的建成区总规模达到200平方公里左右、城市人口规模达到200万人左右[3]。